# Bessans
Bessans is een gemeente in het Franse departement Savoie (regio Auvergne-Rhône-Alpes) en telt 311 inwoners (1999). De plaats maakt deel uit van het arrondissement Saint-Jean-de-Maurienne.

## Geografie
De oppervlakte van Bessans bedraagt 151,5 km², de bevolkingsdichtheid is 2,1 inwoners per km².
De onderstaande kaart toont de ligging van Bessans met de belangrijkste infrastructuur en aangrenzende gemeenten.

## Demografie
Onderstaande figuur toont het verloop van het inwonertal (bron: INSEE-tellingen).